# Georg Borcholt
Georg Borcholt (auch: von Borcholt, Borcholten; † 1. April 1600) war von 1578 bis 1594 Bürgermeister von Lüneburg.

## Familie
Seine Brüder waren der Kanzler von Verden Heinrich Borcholt (1531–1585), der berühmte Rostocker Professor Johannes Borcholt (1535–1593) und der erzbischöflich bremische, bischöflich hildesheimische und fürstlich lüneburgische Rat Caspar Borcholt († 1599).